# Петимон
Петимо́н (фр. Petitmont) — коммуна во французском департаменте Мёрт и Мозель региона Лотарингия. Относится к  кантону Сире-сюр-Везуз.	

## География
Петимон	расположен в 60 км к востоку от Нанси по соседству с Валь-э-Шатийон. Соседние коммуны: Сире-сюр-Везуз на севере, Валь-э-Шатийон на востоке, Сен-Совёр на юге, Парю на юго-западе, Нониньи и Арбуе на западе.

## История
- Петимон подвергся разрушениям во время Первой мировой войны 1914—1918 годов.

## Демография
Население коммуны на 2010 год составляло 364 человека.
| 1962 | 1968 | 1975 | 1982 | 1990 | 1999 | 2010 |
| ---- | ---- | ---- | ---- | ---- | ---- | ---- |
| 654  | 575  | 457  | 394  | 370  | 358  | 364  |